# Могильовська операція
Могильовська операція відбувалася протягом 23—28 червня 1944 року, здійснювалася силами Другого Білоруського фронту на теренах східної Білорусі. Є складовою частиною операції «Багратіон».

## Передуючі обставини та планування радянського керівництва
Наступ радянських сил у Могильовсько-Мінському напрямку мав допоміжний характер під час операції «Багратіон» з огляду на відсутність великих сил для проведення потужного наступу. 49-та армія Другого Білоруського фронту мала завданням на ділянці фронту завширшки 12 км форсувати річку Проня, прорвати оборону німецької 4-ї армії та розсікти її сили. Після цього в зайнятий виступ мали пройти сили під орудою генерал-лейтенанта Олександра Тюріна — 1 стрілецька дивізія, 2 танкові бригади, винищувально-протитанкова артилерійська бригада, інженерно-саперна бригада, полк САУ, окремий механізований понтонний батальйон.
Сусідні 33-тя та 50-та радянські армії мали підтримати наступ 49-ї армії та почати переслідувати німців, що відступали. Кінцевою метою операції було здобуття міст Могильов, Бихов, Шклов із форсуванням Дніпра в районі Шклов — Могильов та захоплення великого плацдарму на західному березі річки для продовження в подальшому наступу на Мінськ. Після зайняття Могильова частинам планувалося продовжити наступ на Бєлиничі — Березино.
Проведенню операції передував повітряний удар радянської 4-ї армії по німецьких аеродромах і літаках на них, що відбувався за 6—10 діб до наступу.
Німецькі сили з березня 1944-го готували Могильов до оборони, на ділянці наступу мали три лінії оборони, загальною глибиною до 60 км, перша — «Вестфалія» — проходила по західному берегу Проні з півночі від Чаусів на південний захід. Лінія складалася з трьох, місцями й до п'яти траншей повного профілю, котрі були обладнані на 2—2,5 км, до 60 % території перед лінією були мінні поля. Друга («Східна Пруссія») — по західному березі Рести — одна-дві лінії траншей, часом три. Третя («Ведмідь») будувалася по Березині. По передній лінії в 2—3 ряди розміщалися загороджувальні споруди з рогаток, спіралей Бруно, інших перешкод, прикритих мінними полями. 4-та німецька армія мала завданням не допустити радянського прориву і чимдовше обороняти місто Могильов. Населені пункти, що розташовувалися близько до автомобільних доріг, були перетворені в суцільні укріплені пункти, найсильніші оборонні споруди були навколо Могильова. Східні підступи до міста прикривалися трьома обводами, перший — за 5—15 км, другий — за 3—4 км, третій проходив по його околиці.

## Склад сил сторін

### з радянського боку були задіяні
- 2-й Білоруський фронт (генерал-полковник Георгій Захаров), від Ставки ВГК дії координував Георгій Жуков
  - 33-та армія (генерал Василь Крючонкін, начальник штабу Артемій Пенчевський)
  - 49-та армія (генерал Іван Гришин), начальник штабу Степан Кіносян)
  - 50-та армія (генерал Іван Болдін)
  - 4-та повітряна армія (генерал авіації Костянтин Вершинін)

Загалом на початок операції у складі Другого Білоруського фронту перебувало 22 стрілецькі дивізії, 1 укріплений район, 4 окремі танкові бригади, 1 танковий та 10 полків САУ — 4822 гармати й міномети, 276 танків й САУ. Загальна чисельність залучених військовиків становила від 198 000 до 319 500 чоловік. 4-та повітряна армія на момент початку операції мала 528 справних літаків.

### З боку Третього Рейху
- частина Групи армій «Центр»
  - південний фланг 4-ї армії (генерал Курт фон Тіппельскірх)
    - 39-й танковий корпус (генерал Роберт Мартінек) — у складі 12-ї, 31-ї, 110-ї й 337-ї піхотної дивізій, бригада штурмових гармат[1]
    - 12-й армійський корпус (генерал Вінценц Мюллер) — у складі 18-ї, 260-ї та 267-ї піхотних дивізій
    - у резерві — панцергренадерська дивізія «Фельдхернхалле» (генерал Фрідріх-Карл фон Штайнкеллер) — загалом до 114 000 військових, 2300 гармат й мінометів, 220 танків та САУ[3].

## Перебіг боїв
22 червня радянські війська здійснюють розвідку боєм після півгодинної артпідготовки, розвідрота 330-ї стрілецької дивізії змогла зайняти й утримати плацдарм на березі річки Проні.
Уночі проти 23 червня радянські фронтові бомбардувальники та частини авіації далекої дії завдали ударів по німецьких вузлах оборони та артилерійських позиціях. З 9-ї ранку розпочалася двогодинна артпідготовка на відтинку радянської 49-ї армії. Окремі роти форсували річку Проня в часі артпідготовки, основні сили 49-ї армії переходять у наступ об 11:00 та долають німецьку оборону на ділянці Старий Прибуж — Старий Перевоз. У другій половині дня для посилення наступальної моці до бою залучаються стрілецькі дивізії 62-го (генерал Олександр Наумов), 69-го (генерал Микола Мультан) та 70-го стрілецького корпусів (генерал Василь Терентьєв), однак істотно це ситуацію не змінило — танки та САУ відстали від піхоти й не змогли підтримати її в наступі. До кінця дня 23 червня радянські сили на цій ділянці змогли просунутися вглиб оборони противника до 5—8 км на ділянці в ширину до 25 км, бої точилися по лінії Старий Прибуж — Великі Бороденки — Трилесино — Новосілки — Мокредь — Ольховка — Суслівка — Попова Слобода — Радучі — Бубил — Радомля — Старий Перевоз. Однак 49-та армія не змогла виконати поставленого завдання — вийти до річки Басі. Підрозділи 33-ї й 50-ї армій істотно просунутися цього дня не змогли; фронтова авіація за добу здійснила 627 літаковильотів, щодо німецьких — наводиться число 16. Німецьке керівництво кинуло східніше Могильова резерв 4-ї армії. До кінця дня в передових німецьких ротах зі складом 80—100 вояків лишалося 15—20.
24 червня зранку активний наступ здійснювали підрозділи 49-ї (за сприяння 154-го укріпленого району 33-ї армії) та правофлангові частини 50-ї армії — 139-та стрілецька дивізія (полковник Йосип Кирилов), 330-та стрілецька дивізія (полковник Володимир Гусєв) 121-го стрілецького корпусу (генерал Дмитро Смирнов). До кінця дня радянські війська просунулися на 8—16 км та сягли рубежу Черневка — Алюти — Ждановичі — Хоньковичі — Попівці — Старосели — Разінка — Чернавци — Гіравци — Чижі — Селець та захопили 4 плацдарми на правому березі річки Бася по лінії сіл Хоньковичі — Брадзіли. На інших відтинках фронту радянські війська не змогли просунутися. Згідно з радянськими даними, фронтова авіація цього дня здійснила 873 літаковильоти.
25 червня радянські війська з захоплених плацдармів на березі річки Басі продовжували наступ лівофланговими частинами 33-ї та 49-ї армій, правим крилом і центром 50-ї — у напрямку міста Могильов та подолали річку Расту. За день просування радянських військ становило вглиб 4—15 км, було зайнято місто Чауси, до кінця доби зайнято рубіж Новий Прибуж — Застінки — Біла — Рудиці — Домани — Яськовичі — Зарестьє — Раста — Драчково — Мошок — Благовичі — Вілейка — Любавино — Копані — Прудище — Грязивець, зайнято Бординичі, Темровичі. Цього дня підрозділи німецької 4-ї армії чинили шалений опір і намагалися контратакувати, щоб зупинити наступ радянських військ. Ці спроби були відбиті, втрати невідомі. Згідно з радянськими даними, авіація СРСР здійснила 850—900 літаковильотів, у противника — 5. У боях за Чауси лівофланговий полк 330-ї стрілецької та 2 батальйони 385-ї стрілецької дивізії ліквідували 20 автомобілів противника, 20 гармат, 35 кулеметів, убито до 350 солдатів й офіцерів противника.
Вночі проти 26 червня Курт фон Тіппельскірх, що прийняв командування від Готтарда Гейнріці, хоч і запізніло, однак вирішив відвести 4-ту армію до рубежу по Дніпру.
26 червня радянська армія продовжувала наступати, передові загони 42-ї, 153-ї та 199-ї дивізій форсували Дніпро й захопили плацдарми на західному березі. В напрямку Шклова до кінця дня просунулася вглиб на 30—35 км й вийшла на рубіж Сидорівка — Чамодани, зайнявши місто Горки. Правий фланг та центр 49-ї армії до кінця дня вийшли до східного берега Дніпра на ділянці Яново — Шклов — Хвойна; лівофлангові частини — 62-й стрілецький корпус — продовжували вести бої з німецькими передовими частинами по лінії Шапотіци — Камєнка — Новий Любуж (сучасне Кадіно) — Красная Горка. 42-га та 153-тя стрілецькі дивізії форсували Дніпро та утримували плацдарм на правому його березі по лінії населених пунктів Защита — Добрейка, перетнувши сполучення по шосе Шклов — Могильов.
Правофлангові та центральні частини 50-ї армії продовжувати здійснювати наступ у західному напрямку та до кінця 26 червня сягла лінії Романовичі — Подбельє — Амхавая — Смолка — Кутня — Лисичник — Дворовий. Згідно з радянськими зведеннями, фронтова авіація здійснила 1049 літаковильотів.
27 червня підрозділи 33-ї армії форсували Дніпро та зайняли Копись і Шклов й, долаючи опір німецьких військ, вели бої за розширення плацдарму на західному березі Дніпра. До кінця доби армійські частини вели бої по лінії Маньково — Корзуни — Тросенка — Зємци — Шнаровка — Литовськ та просунулись вглиб німецької оборони на 18-26 км. Сили всіх дивізій першого ешелону 49-ї армії форсували Дніпро та переслідували німецькі частини, що відступали, в центрі й на правому фланзі. Частина 23-ї гвардійської танкової бригади з наказу генерала І. Гришина переправилася через Дніпро, обійшла Могильов з південного заходу й заходу, відрізавши шляхи відступу німецьким силам у напрямку Мінська й Бобруйська; рівночасно з'єднання чотирьох стрілецьких корпусів після переправлення на протилежний берег розпочинають наступ у західному напрямку задля блокування німецького могильовського гарнізону.
Ближче до вечора 27 червня бої велися по лінії Світла Поляна — Закревшина — Софіївка — Поликовичі — Краснопольє — Сеньково, захоплена залізниця Могильов — Орша. Підрозділи 64-ї та 369-ї стрілецької дивізій вели бої в середмісті Могильова, два стрілецькі полки форсували Дніпро біля Буйничів, обходячи Могильов з південного заходу. Підрозділи 238-ма стрілецька дивізія зайняли передмістя Могильова Луполово. Один стрілецький полк 362-ї дивізії (генерал Михайло Єншин) вийшов до південної околиці міста Бихова, де зав'язалися вуличні бої. Решта частин 50-ї армії провадили зачистку від німецьких сил захопленої правобережної придніпровської смуги, ладнували переправу та готувалися до подальшого форсування. Один полк 380-ї стрілецької дивізії (генерал Олексій Кустов) форсував Дніпро та зайняв село Стайки. Згідно з радянськими повідомленнями, фронтова авіація того дня здійснювала бомбардувальні та штурмові дії, здійснивши 931 літаковиліт, у супротивника нарахували 7 вильотів.
Ближче до півночі радянське військове керівництво висловило гарнізону Могильова ультиматум, яке могильовський комендант відкинув як неприйнятне.
28 червня підрозділи 33-ї армії відбивають німецькі контратаки — в напрямку від Мінська — 6, у тригодинному бою підбито 5 танків, 6 САУ, 45 гармат, 250 автомашин, до 400 вбито, 150 полонених. До кінця доби виходять на рубіж Старосельє — Вороновка — Шахово — Орловка. Сили 49-ї армії продовжували переслідувати німецькі підрозділи, що відступали, та до кінця доби вийшли на рубіж Головчин — Мостище — Рубцовщина. Частини 50-ї армії переслідували супротивника у південно-західному напрямку, до кінця доби вийшли на рубіж Ташновка — Забродьє — Школьний — Городець — В'юн; того дня радянськими частинами зайнято повністю міста Бихов, Шклов та Могильов. Радянські інформслужби повідомили про здійснений авіацією Другого Білоруського фронту 581 літаковиліт, у супротивника нарахували 3. В боях на території Могильова — по радянських донесеннях — було полонено щонайменш 500 німецьких військовиків. У боях за Могильов німецькі сили втратили убитими понад 6000 та 3400 полоненими.

## Наслідки
Протягом шести діб проведення Могильовської операції частини Другого Білоруського фронту змогли подолати оборону уздовж усієї планованої лінії, форсували в багатьох місцях Дніпро, річку Проню. Бойові підрозділи змогли істотно просунутися в західному й південно-західному напрямках, німецькі війська вибиті із міст Бихов, Могильов, Шклов, значної частини Могильовської області. В німецькій обороні було зроблено істотну пробоїну, особливо південного флангу групи армій «Центр», створилася можливість оточення сил противника під Мінськом. Була розбита німецька 12-та піхотна дивізія, полонений її командир генерал-лейтенант Рудольф Бамлер зі штабом дивізії, комендант Могильова Готфрід фон Ердмансдорф, був убитий командир 39-го танкового корпусу генерал Роберт Мартінек.

## Вшанування
Звання Героя Радянського Союзу були вдостоєні:
- майор Андрющенко Володимир Кузьмич, командир 44-го стрілецького полку,
- старший лейтенант Волков Михайло Єрмолайович, 385-та стрілецька дивізія,
- майор Докучаєв Михайло Павлович, командир стрілецького батальйону,
- молодший лейтенант Замулаєв Михайло Афанасійович (посмертно), 830-й стрілецький полк,
- майор Канарчик Олександр Іванович, командир 92-го батальйону,
- старший лейтенант Костянтин Лисицин, командир розвідувальної роти 199-ї стрілецької дивізії,
- Мультан Микола Миколайович, командир 69-го стрілецького корпусу,
- Сліц Антон Іванович, командир 42-ї стрілецької дивізії[5]
- Усачов Михайло Іванович, на тоді рядовий, кулеметник 1266-го стрілецького полку,
- Шаді Шаімов, рядовий, автоматник 1266-го стрілецького полку,
- Шаров Маркел Потапович, старший сержант 1266-го стрілецького полку,
- сержант Юрченко Пантелей Григорович, помічник командира взводу,
- старший лейтенант Яшин Микола Іванович, командир взводу кінної розвідки.

1964 року в Могильові на Арці Слави встановлено меморіальні дошки, де перераховані частини та з'єднання Радянської армії, що брали участь у Могильовській операції та були нагороджені державними нагородами і вдостоєні почесних звань Могильовських.